# Grupo de Forcados Amadores da Tertúlia Tauromáquica do Montijo
O Grupo de Forcados Amadores da Tertúlia Tauromáquica do Montijo é um Grupo de forcados da cidade do Montijo. Foi fundado a 3 de Maio de 1959.
É um dos dois grupos de forcados do Montijo, coexistindo com o Grupo de Forcados Amadores do Montijo.

## História
O Grupo teve origem no seio da Tertúlia Tauromáquica do Montijo. Tendo como Cabo fundador Renato Dias, o Grupo estreou-se a 3 de Maio de 1959 na Praça da sua terra, a Praça de Toiros Amadeu Augusto dos Santos, perante toiros de Santos Jorge e de José Samuel Lupi.
Os 10 elementos fundadores foram: Renato Dias (Cabo), João Rocilho, António Maria Rocha, António da Beira Russo, Jaime dos Santos, João Ramos, António Júlio Rocha, Francisco Feres, José Gato e Carlos Gato.
Em 1964 uma divisão no único grupo então existente no Montijo deu origem ao Grupo de Forcados Amadores do Montijo.
Ao longo da sua história o Grupo teve também actuações em Espanha e França.
O actual Cabo é desde 2019 Luís Carrilho, após despedida das arenas do anterior Cabo Márcio Chapa, cujo mandato durou 12 anos.

## Cabos
1. Renato Dias (1959–1967)
2. Joaquim Vidigal Restolho (1967–1969 e 1973–1976)
3. Eduardo Carvalheira (1969–1970)
4. Domingos Baptista (1970–1971)
5. Manuel Lourenço (1971–1973)
6. Américo Moreira (1976–1993)
7. Joaquim Manuel Restolho (1993–1994)
8. João Luís Branquinho (1994–2007)
9. Márcio Chapa (2007–2019)
10. Luís Carrilho (2019–presente)